# حسين بازياري
حسين بازياري (مواليد 1994) هو لاعب كرة قدم إيراني، يلعب في خط الدفاع لصالح  نادي استقلال خوزستان في دوري المحترفين الإيراني.

## روابط خارجية
حسين بازياري على موقع Soccerway.com (الإنجليزية)